# Jalal al-Digheily
Jalal Muhammad Mansur al-Digheily (n. en Libia en ?), llamado a veces transliteralmente al-Dogheily, es un político libio que sirvió como ministro de Defensa bajo el Consejo Nacional de Transición (CNT) durante la Guerra de Libia de 2011. Al-Digheily sucedió a Omar El-Hariri desde el 19 de mayo de 2011 después de tensiones con el general Abdul Fatah Younis, entonces jefe del Ejército de Liberación Nacional Libio (ELNL). El-Hariri era pensado para tener el título de ministro de Asuntos Militares, todas las fuentes virtuales se referían a al-Digheily como el ministro de Defensa del CNT. Él estuvo con otros 14 miembros del gabinete ejecutivo de las 16 personas desde el 8 de agosto del mismo año, pero fue repuesto a inicios de octubre después de estar en el rol de ministro interino de Defensa por casi dos meses. Cuando el Primer ministro Abdurrahim El-Keib anunció su gabinete el 22 de noviembre, al-Digheily fue excluido a favor del comandante de la Brigada Zintan Osama al-Juwaili.

## Trasfondo
Según The Economist al-Digheily es un civil, no un militar. La Fundación Jamestown reportó que sacó un doctorado.

## Guerra de Libia de 2011
Al igual que su predecesor, Omar El-Hariri, Jalal al-Digheily fue reportado como miembro del gabinete ejecutivo del CNT.
Al-Digheily estuvo con el jefe del estado mayor de las Fuerzas Armadas de Catar en Doha el 5 de julio. El 20 de julio al-Digheily visitó Nalut en las montañas Nefusa. Él pregonizó la alianza entre árabes y bereberes en la región, expresó confidencialmente en la habilidad de los combatientes bereberes para defender el cercano cruce fronterizo de Wazzin en la frontera con Túnez y confirmó que el CNT trabajaba con los comandantes de la OTAN para localizar objetivos leales del gobierno de la Jamahiriya, liderado por Muamar el Gadafi, que eran una molestia para el CNT en el frente occidental. Fue acompañado por un representante de Catar en su viaje a Nalut, un periodista con reportes de la Fundación Jamestown.
Al-Digheily estaba en Egipto cuando el general Younis, hasta entonces comandante militar del ELNL, fue asesinado en las afueras de Bengasi el 28 de julio. Él interrumpió sus negocios en Egipto para regresar a Libia inmediatamente, se lució por sus críticas y llamados para su renuncia de ciertos sectores. Los miembros del gabinete ejecutivo, incluyendo al-Digheily, dimitieron en masa el 8 de agosto de 2011 y el Primer ministro de facto Mahmoud Jabril pidió formar un nuevo gabinete.
Al-Digheily fue reemplazado por Salem Joha, un comandante de Misrata favorecido por facciones islamistas, pero Mustafa Abdul Jalil intercedió y dijo que a al-Digheily le gustaría conservar su puesto. Al Yazira reclamó que al-Digheily también es considerado bueno por islamistas libios, con quién políticos liberales, como Jabril y Jalil, estaban ocasionalmente enfrentados durante el periodo de transición.
El 22 de noviembre de 2011 Osama al-Juwali, comandante de la Brigada Zintan, fue  anunciado como el sucesor oficial de al-Digheily. Juwali fue nombrado después de una exitosa incursión por sus tropas al capturar a Saif al Islam Gadafi, una de las figuras del antiguo régimen que estaba fugado un mes después de la terminación formal de la guerra.